# Lýtko

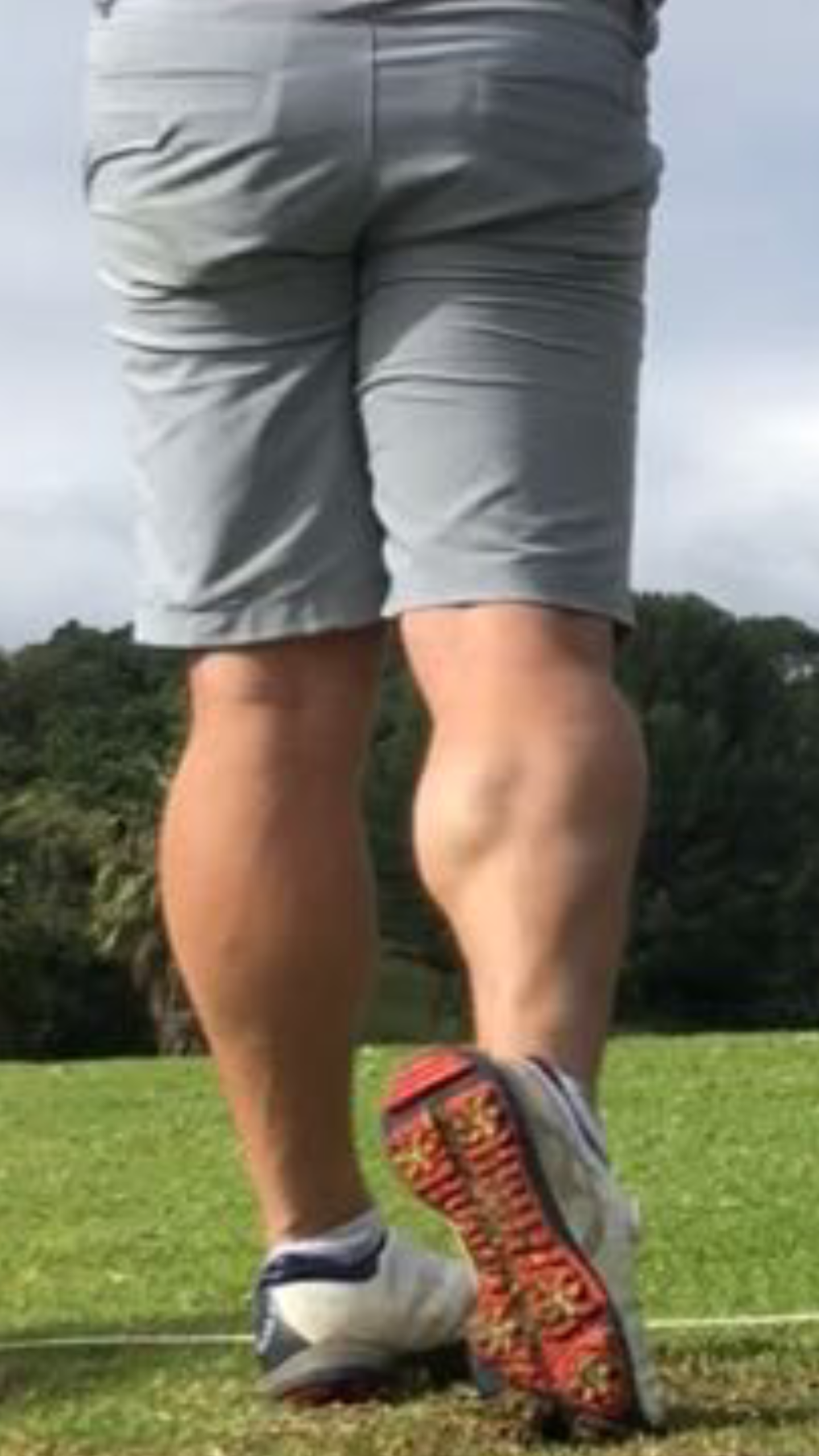
Lidské lýtko

Lýtko (latinsky sura) je v lidské anatomii označení pro zadní část bérce, tedy pro zadní část dolní končetiny a prostoru mezi kolenem a kotníkem. Jeho nejvýraznější částí je trojhlavý sval lýtkový, který začíná na spodní části stehenní kosti, horních koncích holenní a lýtkové kosti a upíná se přes Achillovu šlachu na patní kost.